# The Promotion
The Promotion er en amerikansk komediefilm fra 2008, skrevet og instrueret af Steven Conrad.
Hovedrollerne spilles af Seann William Scott og John C. Reilly. Filmen indeholder et kig på jagten på den amerikanske drøm, den fokuserer på to butikschefer, der der kappes om en forfremmelse.
Filmen havde premiere på South by Southwest i marts 2008. Den blev udgivet af Dimension Films den 6. juni 2008. Filmen blev optaget on location i Chicago, Illinois i løbet af sommeren 2006.
Filmens tidligere titel var Quebec.

## Medvirkende
- Seann William Scott som Doug Stauber, en 33-årig assistentleder af en Donaldsons supermarked, der kæmper for at opnå en ledende stilling på en kommende filial.
- John C. Reilly som Richard Wehlner, en canadisk mand, der flytter til Chicago med sin familie for at arbejde sammen Doug.
- Gil Bellows som Mitch, leder af Donaldson's bestyrelse.
- Fred Armisen som Scott Fargus, leder af Donaldson's, hvor Doug og Richard arbejder.
- Jenna Fischer som Jen Stauber, Dougs kone, der arbejder som sygeplejerske for hjælpe Dr. Timm.
- Bobby Cannavale som Dr. Timm, en pædiatrisk kirurg og Jen's chef, der altid glemmer Dougs navn.
- Lili Taylor som Laurie Wehlner, Richard's skotske hustru.
- Rick Gonzalez som Ernesto, en af de spansktalende medarbejdere i supermarkedet.
- Nathan Geist som Donnie Wahls, en kandidat til en ledende position